# Når enden er go'
Når enden er go' er en dansk film fra 1964.
- Manuskript Ole Boje.
- Instruktion Sven Methling jun.

Blandt de medvirkende kan nævnes:
- Ebbe Langberg
- Ove Sprogøe
- Judy Gringer
- Birgitte Reimer
- Buster Larsen
- Ingolf David
- Mogens Brandt
- Jessie Lauring
- Bjørn Spiro
- Kirsten Passer
- Bent Vejlby
- Bjørn Puggaard-Müller
- Hardy Rafn